# Acanthostichus
Genre
Acanthostichus est un genre de fourmis de la sous-famille des Cerapachyinae.

## Liste des espèces
Selon BioLib (8 mars 2022) :
- Acanthostichus arizonensis W.P. Mackay, 1996
- Acanthostichus bentoni W.P. Mackay, 1996
- Acanthostichus brevicornis Emery, 1894
- Acanthostichus brevinodis W.P. Mackay, 1996
- Acanthostichus concavinodis W.P. Mackay, 1996
- Acanthostichus davisi (Smith, 1942)
- Acanthostichus emmae W.P. Mackay, 1996
- Acanthostichus femoralis Kusnezov, 1962
- Acanthostichus flexuosus W.P. Mackay, 1996
- Acanthostichus fuscipennis Emery, 1895
- Acanthostichus hispaniolicus de Andrade, 1998 †
- Acanthostichus kirbyi Emery, 1895
- Acanthostichus laevigatus W.P. Mackay, 1996
- Acanthostichus laticornis Forel, 1908
- Acanthostichus lattkei W.P. Mackay, 1996
- Acanthostichus longinodis W.P. Mackay, 2004
- Acanthostichus punctiscapus W.P. Mackay, 1996
- Acanthostichus quadratus Emery, 1895
- Acanthostichus quirozi W.P. Mackay, 1996
- Acanthostichus sanchezorum MacKay, 1985
- Acanthostichus serratulus (Smith, 1858)
- Acanthostichus skwarrae Wheeler, 1934
- Acanthostichus texanus Forel, 1904
- Acanthostichus truncatus W.P. Mackay, 1996

Selon ITIS (8 mars 2022) :
- Acanthostichus brevicornis Emery, 1894
- Acanthostichus femoralis Kusnezov, 1962
- Acanthostichus fuscipennis Emery, 1895
- Acanthostichus kirbyi Emery, 1895
- Acanthostichus laticornis Forel, 1908
- Acanthostichus niger Santschi, 1933
- Acanthostichus quadratus Emery, 1895
- Acanthostichus sanchezorum MacKay, 1985
- Acanthostichus serratulus (Smith, 1858)
- Acanthostichus skwarrae Wheeler, 1934
- Acanthostichus texanus Forel, 1904

Selon NCBI (8 mars 2022) :
- Acanthostichus brevicornis Emery, 1894
- Acanthostichus kirbyi Emery, 1895
- Acanthostichus punctiscapus Mackay, 1996
- Acanthostichus quadratus Emery, 1895
- Acanthostichus serratulus (Smith, 1858)